# Flaga Rzymu

Flaga Republiki Rzymskiej z lat 1798–1799

Flaga Rzymu – flaga stolicy Włoch, jest ona prostokątem podzielonym na dwa pionowe pasy jednakowej szerokości i długości. Pas po lewej jest brązowy, a pas po prawej – pomarańczowy.
W latach 1798–1799 na flagę Republiki Rzymu składały się trzy pionowe  pasy (od lewej: czerń, biel, czerwień). Obecny wygląd flagi obowiązuje od roku 1860.